# La moneta di Akragas
La moneta di Akragas è un'opera di Andrea Camilleri pubblicata nel 2011 nelle edizioni Skira. Il libro è corredato da foto e dipinti ad illustrare i fatti narrati.

## Trama
(Andrea Camilleri, La moneta di Akragas)
Ancora una volta Camilleri torna a far riemergere i ricordi dell'infanzia segnati dai racconti fantastici del suo bisnonno, già protagonista affabulatore del suo libro Racconti quotidiani.
Questa volta la storia inizia dal lontano passato della Sicilia quando intorno al 406 a.C. la potente e ricca città marittima di Akragas, l'antica Agrigento, la cui « [...] Opulenza e [...] splendore [...] sono tali, [che] gli akragantini costruiscono case e templi come se non dovessero morire mai e mangiano come se dovessero morire l'indomani. viene espugnata e distrutta dai Cartaginesi. I difensori della città fuggono e tra questi il mercenario, agli ordini dello spartano Deixippos, Kalebas che porta con sé il suo gruzzolo di 38 monete d'oro, il salario del suo lavoro di soldato.

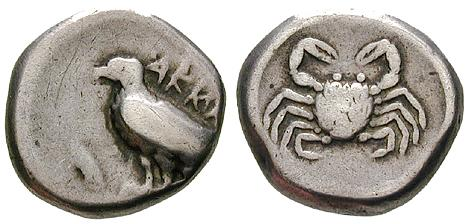
La moneta di Akragas, recante su un lato un'aquila con la scritta Akragas e sull'altro un granchio (490-483 a. C.)

Durante la fuga Kalebas viene morso da una vipera e prima di morire avvelenato scaglia lontano il suo sacchetto di monete d'oro.
Inizia da questo momento la storia della moneta che rimane insepolta sino al 1908, a quasi 2170 anni dalla fine della città di Agrakas. Questa volta è ancora una città siciliana, Messina, ad essere rasa al suolo ma non dalla ferocia della guerra ma da un terribile terremoto. La città è soccorsa dalla flotta russa alla fonda ad Augusta ed è forse un marinaio che trova la moneta che finirà nelle mani dello zar.
Nell'anno seguente il contadino Cosimo Cammarota sta lavorando nel suo campo quando vede brillare una moneta d'oro che pensa di donare, per ringraziarlo di avergli salvato una gamba ferita, all'appassionato numismatico, il medico Gibilaro che proprio in quel momento sta percorrendo a cavallo le campagne di Vigata. Il medico conosce bene il valore della preziosissima rara moneta di Agrakas e per lo stupore e l'emozione cade da cavallo ferendosi in modo tale da dover andare in ospedale.
Quando però sarà dimesso non troverà più il contadino Cammarota che sembra essere scomparso nel nulla assieme alla moneta.
Per il dottor Gibilaro è come se «la moneta stia esprimendo la sua volontà di non riapparire al mondo, di tornarsene nuovamente dentro quella terra dalla quale un giorno l'hanno tirata fuori. E comunque, in linea subordinata, di non andare mai, per nessuna ragione, a finire nella sua povera collezione. È come se un'imperatrice si rifiutasse giustamente di abitare in una stamberga.»
Tra sospetti, pasticci anagrafici, ipotesi campate in aria, un impacciato delegato di polizia cercherà di svelare la scomparsa misteriosa.

## Edizioni
- Andrea Camilleri, La moneta di Akragas, Milano, Skira, 2011,  p. 136, ISBN 978-88-572-0741-4.